# Pontificio istituto di musica sacra
Il Pontificio istituto di musica sacra (in latino Pontificium Institutum Musicae Sacrae, abbreviato PIMS) è un organo della Curia romana ed un'istituzione accademica e scientifica sita a Roma e collegata con la Santa Sede.

## Storia
Il Pontificio istituto di musica sacra è stato fondato da san Pio X nel 1910 con la denominazione di "Scuola superiore di musica sacra". La scuola fu aperta il 3 gennaio 1911 e confermata con il breve Expleverunt del 4 novembre dello stesso anno, nel quale veniva stabilito anche il tradizionale Concerto dell'Epifania. Il 10 luglio del 1914, con un rescritto della Segreteria di Stato, la scuola fu dichiarata pontificia e le fu concessa la facoltà di conferire i gradi accademici. Papa Benedetto XV assegnò come residenza della scuola il palazzo di Sant'Apollinare, trasferendola dalla sede di via del Mascherone (16 ottobre 1914). Papa Pio XI, con il motu proprio Ad musicæ sacræ restitutionem (22 novembre 1922) ne diede gli statuti, confermando l'immediata dipendenza dalla Sede Apostolica.
Con la costituzione apostolica Deus scientiarum Dominus (24 maggio 1931), la Scuola - denominata Pontificio istituto di musica sacra - è stata inclusa tra le università e facoltà pontificie. Papa Pio XII raccomandò vivamente la frequenza dei corsi attraverso una lettera della Segreteria di Stato all'episcopato di tutto il mondo (22 novembre 1953) e nell'enciclica Musicæ sacræ disciplina (25 dicembre 1955). Nell'Istruzione sulla musica sacra e la sacra liturgia del 3 ottobre 1958, la Sacra congregazione dei riti ha rilevato la priorità dell'Istituto romano rispetto alle istituzioni similari. Papa Giovanni XXIII, in occasione del 50º anno di fondazione, con la lettera apostolica Iocunda laudatio ne esaltava l'operato e istituiva una sezione di musica per le missioni (8 dicembre 1961). Papa Paolo VI, con il chirografo Nobile subsidium liturgiæ (22 novembre 1963) ha istituito la Consociatio Internationalis Musicæ Sacræ, la cui segreteria ha sede nell'Istituto e il 10 maggio 1975 ha fondato la Scuola di semiologia gregoriana.
Papa Giovanni Paolo II nel 1983 ha assegnato all'Istituto l'intero immobile dell'abbazia di San Girolamo in Urbe, ove, dall'anno accademico 1984-1985, si svolge l'attività didattica e liturgica. Il 19 gennaio 2001, nel 90º anniversario di fondazione del Pontificio istituto di musica sacra e a conclusione delle celebrazioni in memoria di mons. Higinio Anglés, preside dell'Istituto dal 1947 al 1969, il corpo docente e il personale dell'Istituto sono stati ricevuti in udienza particolare da papa Giovanni Paolo II.
Nel discorso pronunciato in tale occasione il Santo Padre ha tracciato autorevolmente le vie maestre della musica sacra, testimoniando la sua alta considerazione e il suo apprezzamento nei confronti dell'attività didattica, artistica e liturgica dell'Istituto. Il Pontificio istituto di musica sacra di Roma, in qualità di istituzione accademica e scientifica eretta dalla Sede Apostolica gode di propria personalità giuridica e si regge sulle norme del diritto canonico, su statuti propri approvati dalla Santa Sede e sulle norme approvate dal consiglio accademico; per facoltà della Sede Apostolica, conferisce i gradi accademici di baccalaureato, licenza, e dottorato.

## Presidi
- Higinio Anglés (1947-1969)
- Giacomo Bonifacio Baroffio
- Valentino Miserachs Grau (1995-2012)
- Vincenzo De Gregorio (2012-2023)
- Robert Mehlhart (2023).

## Gran cancellieri
- Zenon Grocholewski (1999-2015)
- Giuseppe Versaldi (2015-2022)
- José Tolentino de Mendonça (2022-2025)